# Platygonus

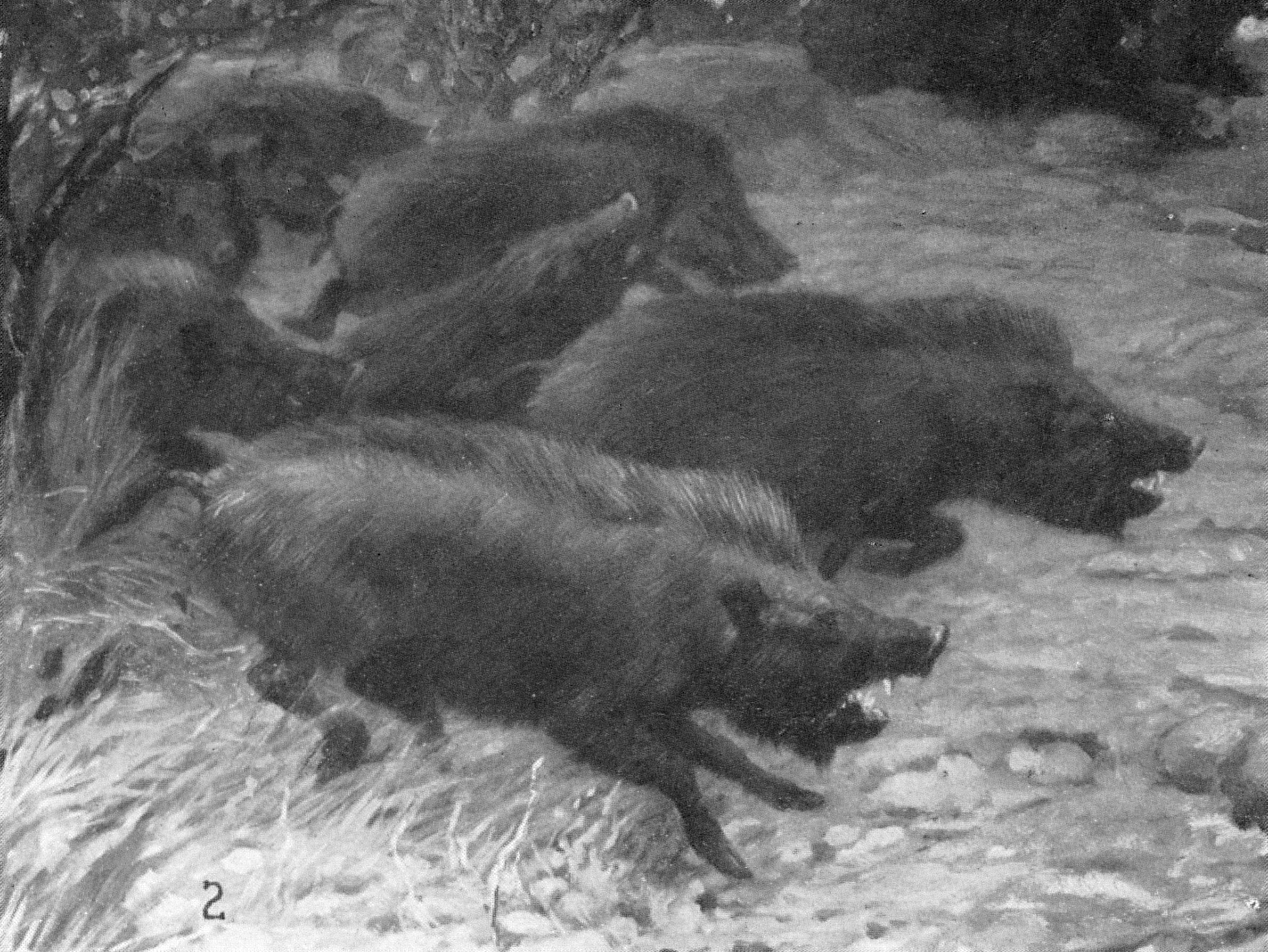
Ricostruzione di Platygonus di Charles R. Knight

Platygonus è un genere estinto di taiassuidi, vicino all'odierno genere Catagonus.
Questi pecari erano alti circa 1 metro al garrese, quindi di dimensioni maggiori rispetto agli attuali. Altre differenze consistono nelle lunghe zampe, nel grugno simile a quello dei suidi e nei canini molto simili a quelli dei carnivori, probabilmente usati come arma di difesa.
L'apparato digerente dei Platygonus è sorprendentemente complesso, simile a quello dei ruminanti. Come i pecari attuali, il Platygonus era un animale gregario.
Questo genere di pecari preistorico visse dalla metà Pleistocene ed all'inizio dell Pliocene nella zona compresa fra l'odierna California ed il Messico, fino alla Pennsylvania ed al Canada.